# Parafia św. Wita, Modesta i Krescencji w Sońsku
Parafia pw. Świętego Wita, Modesta i Krescencji w Sońsku – parafia należąca do dekanatu ciechanowskiego wschodniego, diecezji płockiej, metropolii warszawskiej.
Została erygowana w XII-XIII wieku. Mieści się przy ulicy Ciechanowskiej, pod numerem 3.

## Działalność parafialna

### Wspólnoty parafialne
Od 1993 przy parafii działa Koło Stowarzyszenia Rodzin Katolickich.